# Trial Islands
Trial Islands är öar i Kanada.   De ligger i Capital Regional District och provinsen British Columbia, i den södra delen av landet, 3 600 km väster om huvudstaden Ottawa. Arean är 0,21 kvadratkilometer.
Terrängen på Trial Islands är mycket platt. Öns högsta punkt är 23 meter över havet. Den sträcker sig 0,8 kilometer i nord-sydlig riktning, och 0,4 kilometer i öst-västlig riktning.